# 聖光院
聖光院（しょうこういん、元和6年（1620年） - 元禄4年7月8日（1691年8月1日））は、江戸時代前期の女性。陸奥会津藩主保科正之の継室。於万の方ともいわれる。京都上賀茂神社の神官藤木弘之の娘。

## 略歴
元は正之の異母姉東福門院に女官として仕えていたが、正之の側室となり、正室の菊姫亡き後は継室に上げられ、4男5女を産んだ。寛文12年12月18日（1673年2月4日）に正之が亡くなると29日に落飾、聖光院と称した。
正之の死により、聖光院所生の正経が跡を継ぐと、京都から甥の藤木弘基を呼び寄せて正経の近習に取り立て、姪で弘基の妹を保科正興に嫁がせ家老に昇進させた。しかし、天和元年（1681年）に正経が子供の無いまま亡くなり、異母弟の正容が藩主になると両名は遠ざけられた。
正経の死後、聖光院は京都に帰って隠遁し亡き人の菩提を弔いたいと希望した。しかし、幕府の許可が難しいとみた家臣は聖光院の娘を娶っていた稲葉正往に説得を頼んで思いとどまらせ、代わりに江戸郊外の大崎に屋敷を購入した。聖光院は三田屋敷から大崎屋敷に移る際、これまでのような儀礼や交際は無用と言い渡し、死ぬまでの8年間を過ごした。元禄4年（1691年）、大崎の屋敷で死去した。享年72。
墓所は東京都港区三田の実相寺。法名は聖光院殿穏誉寂清安大姉。

## 長女・媛姫の死について
万治元年（1658年）7月28日に、出羽米沢藩主上杉綱勝に嫁いでいた長女媛姫が急死した。この死について、正之の側室お志保の方（牛田氏）の産んだ摩須姫（会津藩では松姫）が大藩の加賀藩主前田綱紀に嫁ぐことに於万の方が嫉妬し、摩須姫を毒殺しようとして誤って媛姫を毒殺したという言い伝えがあり、現在定説になっている。この容疑で周囲の者が処刑され、於万の方は死罪を免れたが、正之から遠ざけられ、以後は三女石姫の夫稲葉正往の世話になったという。
その出所は、会津藩の正史『会津藩家世実紀』で、「松姫の婚礼で実家へ里帰りしていた媛姫の具合が悪くなり婚礼の2日後に亡くなった」とある。その後に本文への小文字補填として、「毒が入った松姫の御膳がお付きの者の機転で取り替えられたため、媛姫がその毒入り膳を食べて死んだと伝わっている」とある。本文に対して、100年以上後の編纂時に付け加えた補填文が元になっている。
『会津藩家世実紀』の本文では、媛姫は急病死とされ、その後に保科家・上杉家とも一切捜査も処分もされた形跡がない。また、於万の方はその後も正之の正妻として同じ屋敷に住み、上杉・前田・稲葉家と後々まで親しく交際を続けている。正之の死後、聖光院と称してからも2代藩主・正経の生母として絶大な影響力を保った。
正之の不興を買って罷免された家臣たちの間を取り成したり、正之を祀る土津神社に三十六歌仙の額を奉納したり、藩主を継いだ正容に教訓状を送ったとする話もあり、本当に犯人かどうか異説もある。
毒殺説の元は、『会津藩家世実紀』の他に『松平小君略伝』がある。『松平小君略伝』も於万の方の没後100年以上後の文化年間（1804年 - 1818年）にまとめられた。聖光院については「語り伝ふることあれど、正しき説はなし」として良い事も悪い事も両方のエピソードを載せている。その中に毒殺事件のほか、聖光院の死に対し3代藩主・正容が弔問に赴いた際、遺体の手が動き正容の袴を掴んで放さなかったとする怪談話も存在する。
明治以降、旧大名家へのタブーがなくなると、江戸研究家の三田村鳶魚が毒殺事件のエピソードを取り上げて発刊し、それが広く知られるようになった。ただし鳶魚は『松平小君略伝』から悪いエピソードのみ取り上げ、聖人といわれる保科正之が何で於万の方を寵愛したのかわからない、と於万の方を悪女と決めつけている。現在の於万の方悪女説は、こういった影響をかなり受けていると思われる。

## 子女
- 保科正頼（1640年 - 1657年）
- 媛姫（1641年 - 1658年） - 上杉綱勝正室
- 中姫（1643年 - 1649年）
- 保科将監（1645年）
- 保科正経（1647年 - 1681年）
- 石姫（1648年 - 1667年） - 稲葉正往正室
- 風姫（1649年 - 1651年）
- 亀姫（1650年 - 1651年）
- 保科正純（1652年 - 1671年）